# Ernst Kröner
Ernst Michael Kröner (* 5. Februar 1842 in Sersheim; † 15. Januar 1926 in Kirchheim unter Teck) war ein deutscher Politiker. Von 1878 bis 1908 war er Stadtschultheiß von Kirchheim unter Teck.

## Leben
Kröner wuchs als Sohn des Ökonomen Johannes Kröner (1797–1880) und dessen Frau Christina Magdalena geb. Hey (1804–1891) auf. Er hatte zwölf Geschwister. Von 1848 bis 1856 besuchte er die Schule. Anschließend war er bis 1859 Inzipient beim Gerichtsnotariat Vaihingen. Von 1859 bis 1860 war er Gehilfe beim Verwaltungsaktuariat Roßwag. Daraufhin war er bis 1864 Notariatskandidat in Vaihingen und hospitierte von 1864 bis 1865 an der rechtswissenschaftlichen Fakultät der Universität Tübingen. 1865 legte er die Dienstprüfungen III. und II. Klasse beim Königlichen Gerichtshof des Schwarzwaldkreises in Tübingen und der Regierung des Neckarkreises in Ludwigsburg ab. Von 1865 bis 1869 war er Revisionsassistent beim Oberamtsgericht Ludwigsburg und von 1869 bis 1872 Aktuar und Erster Assistent beim Stadtschultheißenamt Heilbronn. Von 1872 bis 1878 leitete er schließlich das Exekutionsamt der Stadt Stuttgart. Nachdem er sich bereits 1876 erfolglos um die Stelle des Stadtschultheißen in Freudenstadt beworben hatte, wurde er schließlich 1878 zum Stadtschultheiß von Kirchheim unter Teck gewählt. Dieses Amt hatte er bis 1908 inne. Während seiner Amtszeit widmete er sich allen Bereichen der Kommune, wie der Förderung des Schulwesens, der Verlängerung der Eisenbahn, der Gas- und Wasserversorgung, der Elektrizität und Kanalisation, sowie der Erschließung neuer Wohngebiete.

## Privates
Kröner war seit 1870 mit Maria Sophia, geb. Reiff (1846–1910) verheiratet und hatte acht Kinder. Er war evangelisch.

## Ehrungen
1889 erhielt er die Erinnerungsmedaille in Silber anlässlich des 25. Regierungsjubiläums von König Karl. 1899 wurde er mit dem Friedrichs-Orden Ritter I. Klasse ausgezeichnet. 1908 wurde er zum Ehrenbürger der Stadt Kirchheim unter Teck und zum Ehrenmitglied des Vereins für Württembergische Körperschaftsbeamte ernannt.